# 川西町 (栃木県)
川西町（かわにしまち）は栃木県の北東部、那須郡に属していた町である。

## 地理
- 河川：那珂川、湯坂川

## 歴史
- 1889年（明治22年）4月1日 町村制施行により、黒羽向町（もとの那須郡石井沢村）、大豆田村、余瀬村、蜂巣村、檜木沢村、寒井村が合併し那須郡川西町が成立する。
- 1955年（昭和30年）2月11日	黒羽町、須賀川村、両郷村と合併し黒羽町を新設する。

## 経済

### 産業
農業
『大日本篤農家名鑑』によれば、川西町の篤農家は「益子匡輔、増田房吉、頼高熊三、磯良節、室井初之助、室井岸松、池澤金重郎、安藤忠助、阿久津龍男、屋代鶴松、大野喜衛、植竹三右衛門、菊吉市三」などがいた。

### 地主
植竹三右衛門は栃木県の大地主である。

## 町政

### 町長
- 植竹三右衛門[3]

## 交通

### 鉄道
- 東野鉄道（現・東野交通）
  - 東野鉄道線：黒羽駅

## 出身・ゆかりのある人物

### 政治・経済
- 植竹三右衛門[2]（栃木県多額納税者、味噌醤油醸造業、大地主、栃木県地主会顧問、貴族院議員、資産家、篤農家、栃木県農工銀行頭取）
- 植竹三右衛門[3]（栃木県多額納税者、帝國造林、東野鉄道各社長、植竹商業代表取締役、川西町長）
- 植竹龍三郎（塩原電車、日光登山鉄各社長、立憲政友会所属の衆議院議員、僧侶）
- 渡辺美智雄（自由民主党所属の衆議院議員、大蔵大臣、外務大臣）